# Punta Hospital
La punta Hospital es un cabo ubicado en la costa noroeste de la isla Soledad del archipiélago de las Malvinas, que según la Organización de las Naciones Unidas (ONU), está en litigio de soberanía entre el Reino Unido, quien la administra como parte del territorio británico de ultramar de las Malvinas, y la Argentina, quien reclama su devolución, y la integra en el departamento Islas del Atlántico Sur de la provincia de Tierra del Fuego, Antártida e Islas del Atlántico Sur.
Esta punta marca la boca del saco norte de la bahía San Carlos, que es una ría en la que desemboca el río San Carlos y en la que se ubica Puerto San Carlos. También se halla en cercanías de la Punta Doctor, situada al sudoeste, y próxima a los escenarios de la batalla de San Carlos ocurrida luego del desembarco británico durante la guerra de las Malvinas de 1982. 